# Stefano Trasimeni
Stefano Trasimeni (Roma, ...) è un pianista, compositore e direttore d'orchestra italiano.
Avvicinatosi allo studio del pianoforte all'età di quattro anni, continua gli studi al conservatorio Alfredo Casella dell'Aquila sotto la guida del Maestro Pietro Iadeluca e del Maestro Fausto Razzi.
Nel 1994 è stato insignito del Premio Novamusica&Arte.
Ha diretto a Roma, per il Giubileo dell'Anno 2000, la Petite Messe Solennelle per soli coro e orchestra di Gioachino Rossini.
È direttore ospite presso filarmoniche internazionali quali: Almaty, Atlanta, Bucarest, Kiev, Mosca, Vienna, San Pietroburgo, Sofia, Rostov sul Don, Klagenfurt,  Praga, Parigi, Tashkent, Zurigo.
Dal 2009 è direttore principale della Seoul Philharmonic Orchestra